# Гончаренко Юрій Васильович
Ю́рій Васи́льович Гончаре́нко (*4 січня 1894, Тернівка — †16 серпня 1980, Сан-Дієго) — військовий і громадський діяч, повстанець, командир 1-ї Української сотні в місті Кінешмі, голова Української полкової ради 66-го полку, командир технічної сотні 2-ї Волинської дивізії; сотник піхоти Запорозької дивізії Армії УНР, підполковник (на еміграції).

## Біографія
Через брак матеріальних засобів закінчив лише 6 класів 1-ї Харківської реальної школи (1911).
По Харківських технічних курсах вступив на службу на Слобідські залізниці в місті Харкові як технік-практикант.
Працював до Першої світової війни.
У жовтні 1915 року, закінчивши 3-тю Київську школу прапорщиків, приділений на службу старшиною в 405-й Льговський полк, у складі якого перебував на фронті під Ковелем.
Навесні 1917-го через хворобу був переведений у місто Кінешму Костромської губернії до 66-го запасного полку.
Після Лютневої революції працював в українських організаціях Кінешми — на 1500 вояків-українців тут було «декілька чоловік української інтелігенції з невійськових, які потрапили туди по евакуації або біженцями».
Від українців кінешманської залоги делегований на Всеукраїнський військовий з'їзд до Києва.
У «Життєописі» зазначав:
| “Після большевицької революції в Росії з розруленням большевиками українських організацій в Кінешмі я виїхав на Вкраїну. У грудні 1917 року прибув у Київ до Генерального секретаріату України, звідки дістав призначення до Київської комендатури. 12 січня 1918 року, коли формувались додаткові частини на захист Київа, я був призначений до 3-ї Київської кулеметної сотні. У складі сотні в бою з большевиками на Безаківській вулиці в ніч з 25 на 26 січня був ранений і вибув із частини до шпиталю. По захваті Київа большевиками 29 січня вибув із частини до шпиталю на село, а потім дістався на Харківщину. З березня 1918 року служив на Слобідських залізницях у м. Харкові до листопаду 1918 року. У листопаді 1918 року мобілізований до війська — молодший старшина 39 Харківського полку (пізніше в Наливайківському полку — начальником зв’язку і в З Подільському — командиром технічної сотні). У вересні 1919 року захорів та тиф і вибув з фронту до шпиталю в м. Проскурів, де залишився до грудня. У грудні із шпиталем виїхав до м. Тульчина на Брацлавщині. Перебуваючи на Брацлавщині, працював у ріжних повстанчих організаціях проти тодішньої влади на Вкраїні Тульчинського, Брацлавського та Немирівського районів до приходу українських частин із Зимового походу. 20 травня 1920 року повернувся до Армії УНР в 2 Волинську дивізію, де займав посаду командира техничної сотні дивізії. В листопаді 1920 року в складі Волинської дивізії залишив терен України і в грудні був інтернований в таборі Каліш. 20 травня 1922 року в Каліші закінчив 8-і електротехнічні курси. В 1923 році прибув до ЧСР”. |
Хворів на сухоти.
Закінчив агрономічний відділ агрономічно-лісового факультету Української Господарської академії в Подєбрадах. Дипломний іспит склав «з успіхом добрим» (27 червня 1930).
Працював у Міннеапольському університеті.
Нагороджений Хрестом Симона Петлюри, Воєнним хрестом (20 жовтня 1961) і Хрестом відродження (1978).
Похований на цвинтарі Somerset у місті Міннеаполісі 23 вересня.